# K3 – Kripo Hamburg
K3 – Kripo Hamburg war eine von 2003 bis 2007 ausgestrahlte deutsche Krimiserie um vier Hamburger Kommissare in einer Mordkommission, die vom Studio Hamburg für Das Erste in 90-minütiger Spielfilmlänge produziert wurde. 2008 wurde die Reihe eingestellt, nachdem der Schauspieler Walter Kreye die Produktion verlassen hatte.
Die Serie bildete die Fortsetzung der während der 1990er Jahre erfolgreichen NDR-Krimireihe Die Männer vom K3.
Filme:
- 2003: K3 – Kripo Hamburg – Auf dünnem Eis
- 2004: K3 – Kripo Hamburg – Porzellan
- 2004: K3 – Kripo Hamburg – Fieber
- 2005: K3 – Kripo Hamburg – Ein anderer Mann
- 2006: K3 – Kripo Hamburg – Gefangen
- 2007: K3 – Kripo Hamburg – Menschenraub

Nominierungen:
- Für die Regie in der Folge Auf dünnem Eis war Friedemann Fromm 2003 für den Adolf-Grimme-Preis nominiert.